# Clint Dempsey
Clinton Drew „Clint” Dempsey (wym. [ˈdɛmpsi]; ur. 9 marca 1983 w Nacogdoches, Teksas) – amerykański piłkarz, który występował na pozycji napastnika, reprezentant kraju, zwycięzca Złotego Pucharu CONCACAF 2005, 2007 i 2017, finalista edycji z 2011, uczestnik MŚ 2006, MŚ 2010 oraz MŚ 2014, srebrny medalista Pucharu Konfederacji 2009. W reprezentacji rozegrał 141 meczów, a z 57 golami jest najskuteczniejszym piłkarzem w jej historii (razem z Landonem Donovanem). 

## Sukcesy

### Seattle Sounders
- MLS Cup: 2016
- Supporters' Shield: 2014
- U.S. Open Cup: 2014

### Reprezentacyjne
- Puchar Konfederacji (2. miejsce): 2009
- Złoty Puchar CONCACAF: 2005, 2007, 2017
- Złoty Puchar CONCACAF (2. miejsce): 2011